# Britta Ridderstad Bengtsson
Britta Ebba Margareta Bengtsson, känd som Britta Ridderstad och Britta Génetay, född Ridderstad 24 februari 1921 i Johannes församling i Stockholm, död 15 oktober 2020, var en svensk tecknare.
Hon var dotter till ryttmästaren Carl Ridderstad och Ebba Pauli samt syssling till konstnären Mona Ridderstad-Cedergren.
Som konstnär var Ridderstad autodidakt och hade i konststudiesyfte genomfört en resa till Marocko och Italien 1950. Hennes konst består av landskap och interiörer som ibland är sagobetonade i tusch. Hon medverkade i utställningarna Unga tecknare på Nationalmuseum, Ung konst på Konstnärshuset i Stockholm, Unga svenska tecknare på Göteborgs konstmuseum samt Uppsala studenternas konststudio. Ridderstad är representerad vid Moderna museet  med tuschteckningarna Flicka och pelargonia och Småstadstorg samt i Gustav VI Adolfs konstsamling.
Britta Ridderstad var gift 1941–1954 med musikern Claude Génetay och från 1954 med musikvetaren, professor Ingmar Bengtsson, som avled 1989.